# 肯帕尼鄉
46°48′00″N 22°19′00″E / 46.8°N 22.3167°E
肯帕尼鄉（羅馬尼亞語：Comuna Câmpani, Bihor），是羅馬尼亞的鄉份，位於該國西北部，由比霍爾縣負責管轄，面積44平方公里，海拔高度318米，2007年人口2,573，人口密度每平方公里58人。